# シトロエン・M35

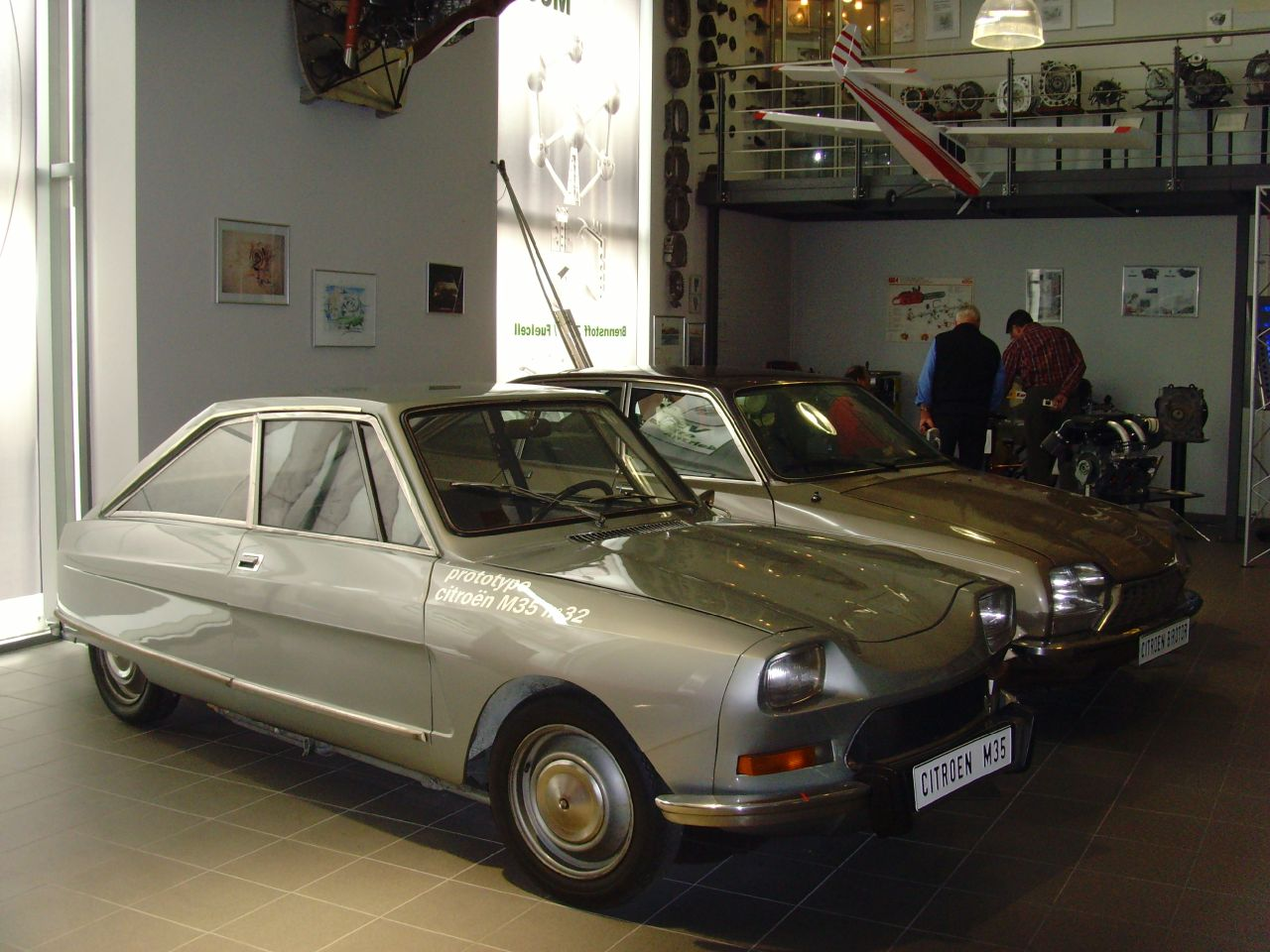
M35(後方はGSビロトール)

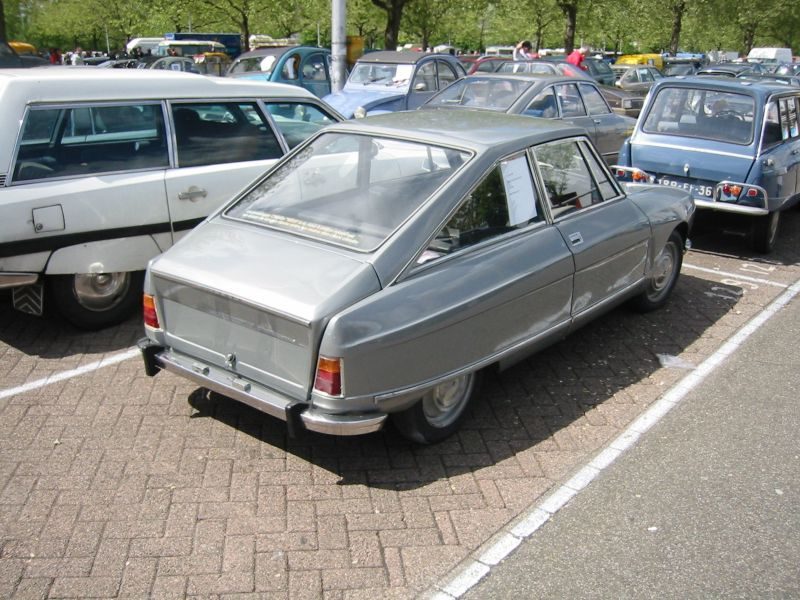
M35のリアビュー

シトロエン・M35はフランスの自動車メーカー・シトロエンが 1969年から1971年まで267台を製造したロータリーエンジン搭載の乗用車である。ベースとなったのはアミ8で、フランスのコーチビルダー・ ユーリエが2ドア・クーペ型のボディを架装した。サスペンションは上級のGS以上と同様なハイドロニューマチック式となっていた。一般向けには市販されず、シトロエンの長年の忠実な顧客などに提供され、実用に供しての問題点や耐久性が試された。
NSU・マツダに次ぐ三社目のロータリーエンジン車生産化の事例であるが、497.5ccのシングルローターエンジンは1967年にNSUとシトロエンが合弁で設立したコモトール（Comotor ）が製造した。

## 概要
先進的な自動車作りで知られるシトロエンは早くからロータリーエンジンに興味を示し、NSUが世界初のロータリーエンジン車・NSU・ヴァンケルスパイダーを生産化した翌年の1964年には、NSUとの合弁関係を開始していた。1967年のコモトール設立を経て、ユーリエでM35の最初のプロトタイプ6台が製造されたのは1969年の秋であった。M35のギアボックスやドライブシャフトは1973年に登場するアミ8の高性能版で、GSの1,015cc水平対向空冷4気筒を搭載する「アミ・スーパー」の試作車のものが先行使用された。
最初の5台はテストドライバー達によって5年間に100万km以上走らされ、空冷2気筒の標準型「アミ8」より格段に優れた動力性能を示した。最高速度が175km/h以上に達した例もあった。続いてシトロエンは1969年末から、500台を追加生産してフランス国内で年間30,000km以上走行するドライバーに限定販売し、実験部が保守整備を行い、実用上のあらゆる問題について報告を受けるという計画を立案した。 
「生産型」M35の水冷1ローター497.5ccエンジンは最高出力49馬力/5,500rpmを発生、ハイドロニューマチック・サスペンション、パワーウインドウを装備し、塗装はメタリックグレー一種類で内装は黒の「タルガ」(ビニールレザー)張りであった。ラジエター・サスペンション・追加装備などによって車両重量は815kgとアミよりも200kg近く増加、最高速度は144km/hと発表された。フロントフェンダーには 「Prototype Citroën M35 no***」という文字が書かれていた。 
M35は結局、当初計画を下回る台数--1969年に6台、1970年に212台、1971年に49台が作られたのみであった。試験終了に際してシトロエンはオーナー達に、M35を返却しシトロエンの新車を有利な条件で購入するか、それともM35に乗り続けるか選択させた。メーカーに返却されたM35は全て解体された。少なからぬオーナーはM35を手元に残したが、シトロエンはM35の補修部品を供給しない、という条件にサインさせられた。実際にエンジンや点火系統にはトラブルが多発したため、ほとんどのM35がスクラップとなるか、不動車として保存される運命となった。外観は似ていたが外装部品でもアミ6/8と共用可能なのはヘッドライトなどの灯火類やエンブレムを除くフロントグリル、フロントフェンダー程度で、ドアやボンネットも専用部品で、特にフロントガラスが破損すると交換パーツがないために継続使用が困難となった。シャシーは専用設計であったが、サスペンションの油圧ポンプやブレーキ系統はGSと共通の部品が用いられていた。ロータリーエンジンは、主にマツダの長年の努力によって、現在では信頼性に関して高い評価が得られるようになっており、シトロエン用のロータリーエンジンも最近ではフランス国内のワークショップでリビルド可能となっている。
M35は静かな水冷エンジンと、ハイドロニューマチック・サスペンションによって、2CVを祖先とする車とは思えないほど静かでスムーズな走りを実現していたが、燃費と耐久性は未解決であった。
本当の意味で一般向けに市販されたロータリーエンジン搭載のシトロエンは1973年のGSビロトールからとなるが、発売直後の第一次石油危機でその燃費性能の悪さが裏目に出て、耐久性を不安視した親会社のプジョーの意向もあって一年足らずの生産に終わってしまい、シトロエンのロータリーエンジン開発は打ち切られた。